# AMD 파이어MV
AMD 파이어MV(AMD FireMV, 과거 명칭: ATI FireMV)는 로우엔드 라데온 그래픽 제품과 동일한 3차원 기능을 갖춘 멀티 디스플레이 2D 그래픽 카드로 마케팅된 그래픽 카드의 상표명이다. 매트록스 전문가용 그래픽 카드와 직접 경쟁한다. 파이어MV의 카드들은 하나의 컴퓨터에 여러 디스플레이의 장착을 요구하는 회사 환경을 목표로 한다. 파이어MV의 카드들은 듀얼 GPU, VHDCI 단자를 통한 4개 디스플레이 출력, 하나의 GPU, DMS-59 단자를 통한 2개 디스플레이 출력 옵션이 있다.
파이어MV 카드들은 PCI 및 PCI 익스프레스 인터페이스를 지원한다.
ATI가 주로 2D 카드로 광고하고 있지만, 파이어MV 2250 카드는 OpenGL 2.0을 지원하는데, 그 이유는 2005년 출시된 라데온 X1000 시리즈에서 볼 수 있는 RV516 GPU에 기반을 두기 때문이다.
파이어MV 2260은 워크스테이션 2D 그래픽스 시장에서 듀얼 디스플레이포트 출력을 지원하는 최초의 그래픽 카드이며 DirectX 10.1을 지원한다.

## 칩셋표
| 구성            | 듀얼 출력           | 듀얼 출력                     | 쿼드 출력          | 쿼드 출력                       |
| 구성            | FireMV 2260 멀티뷰  | FireMV 2270 멀티뷰            | FireMV 2450 멀티뷰 | FireMV 2460 멀티뷰              |
| --------------- | ------------------- | ----------------------------- | ------------------ | ------------------------------- |
| 디스플레이 출력 | 듀얼 디스플레이포트 | 듀얼 디스플레이포트, DVI, VGA | 쿼드 DVI 및 VGA    | 쿼드 디스플레이포트 및 쿼드 DVI |
| 디스플레이 연결 | 2 × 디스플레이포트  | DMS-59                        | 2 × VHDCI          | 4 × 미니 디스플레이포트         |
| 그래픽스 메모리 | 256MiB              | 512MiB 또는 1GiB              | 512MiB             | 512MiB                          |
| 최대 해상도     | 2560×1600           | 2560×1600                     | 1920×1200          | 2560×1600                       |

## 같이 보기
- AMD 아이피니티 – 2009년 9월 라데온 HD 5000 시리즈와 함께 도입됨